# Yaghnobi (volk)

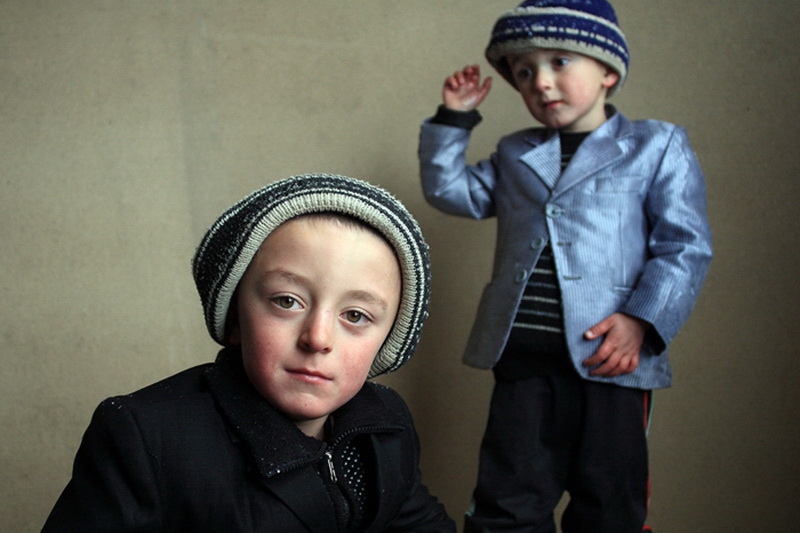

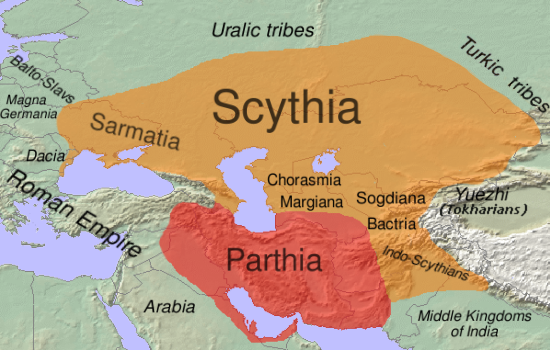
Scythen

Het volk der Yaghnobi is een etnisch-culturele minderheid in Tadzjikistan uit de regio Soeghd. Ze leven in de vallei van de rivier de Yaghnob en spreken Yaghnobi, een Oost-Iraanse taal. Anno 2006 waren ze nog met 25 000. De meeste Yaghnobi zijn soennimoslims.

## Historisch
Historisch leefden de Yaghnobis in Sogdië. 
Bij het ontstaan van het Kalifaat van de Abbasiden (8ste eeuw) vluchtten de Yaghnobis naar de Yaghnobvallei, waar ze in isolatie leefden tot de 19de eeuw. Vanaf de 19de eeuw behoorden ze tot het generaal-gouvernement Turkestan en in de 20e eeuw tot de Sovjet-Unie. Na het uiteenvallen van de Sovjet-Unie brak de Tadzjiekse Burgeroorlog (1992-1997) uit. Dankzij de ligging van de Yaghnobvallei, vrij geïsoleerd, kan de gemeenschap overleven.